# Don't Tell Everything
Don't Tell Everything é um filme norte-americano dirigido por Sam Wood e lançado em 1921.